# Siddi
Siddi è un comune italiano di 545 abitanti della provincia del Medio Campidano. È un comune della sub regione storica della Marmilla, situato fra ampie colline proprio al confine fra la provincia di Oristano e quella del Sud Sardegna, ad un'altitudine di 184 m s.l.m.

## Geografia fisica

### Territorio
Il territorio amministrativo del comune di Siddi occupa una superficie di 11,02 km², è contraddistinto dalla presenza della giara di Siddi (in sardo pranu de Siddi), un pianoro basaltico con pareti rocciose a strapiombo formatosi circa 2,5 km, ed una larghezza di circa 1,4 km.
Scendendo dall'altopiano, il paesaggio siddese degrada dolcemente verso una vasta zona di basse colline e di ampi tratti pianeggianti, proprio dove sorge il centro abitato. In queste aree sono presenti numerosi terreni trasformati dall'uomo in colture cerealicole, ortive e per il pascolo, e poi in uliveti, vigneti e mandorleti.

## Origini del nome
Sull'origine e sul significato del nome Siddi non esistono ancora molte certezze. Da alcune fonti documentate si ha l'indicazione che nel Medioevo il piccolo centro era chiamato Silli.
Secondo lo studioso Severino Tomasi il nome deriverebbe dal plurale del latino volgare casilli, tradotto con casotti, casali, casolari, cioè gruppo di piccole case. Questo si sarebbe poi trasformato nei secoli in Hasilli, quindi in Silli, ed infine in Siddi.
Secondo altre interpretazioni il nome del paese trarrebbe origine dalla divinità punica Sid (questa ipotesi non tiene evidentemente conto del nome medioevale del paese, ed è quindi poco percorribile), o ancora, dalla parola araba Sidi, cioè oratorio o piccola moschea.
Un Silli è stato pure indicato dallo studioso Giulio Paulis fra i nomi che avrebbero una probabile origine preromana o di etimologia oscura nei testi antichi. Questo Silli è però localizzato in Gallura.

## Storia
La più antica testimonianza della presenza umana nel territorio di Siddi è attestata da un frammento di anellone litico rinvenuto in superficie sulla giara di Siddi (nei pressi della tomba di giganti sa Domu 'e s'Orcu), e riferito al Neolitico Medio. Ad un'epoca poco successiva risale invece una domus de janas scoperta nel 1983 alla periferia del paese, in località denominata Scaba 'e Arriu. Si tratta di una sepoltura a sviluppo verticale con corridoio d'ingresso, anticella e cella ipogeica, costruita da genti della Cultura di Ozieri (Neolitico Recente). Questa fu poi riutilizzata in epoche successive anche da uomini delle culture di Abealzu-Filigosa e di Monte Claro (Eneolitico).

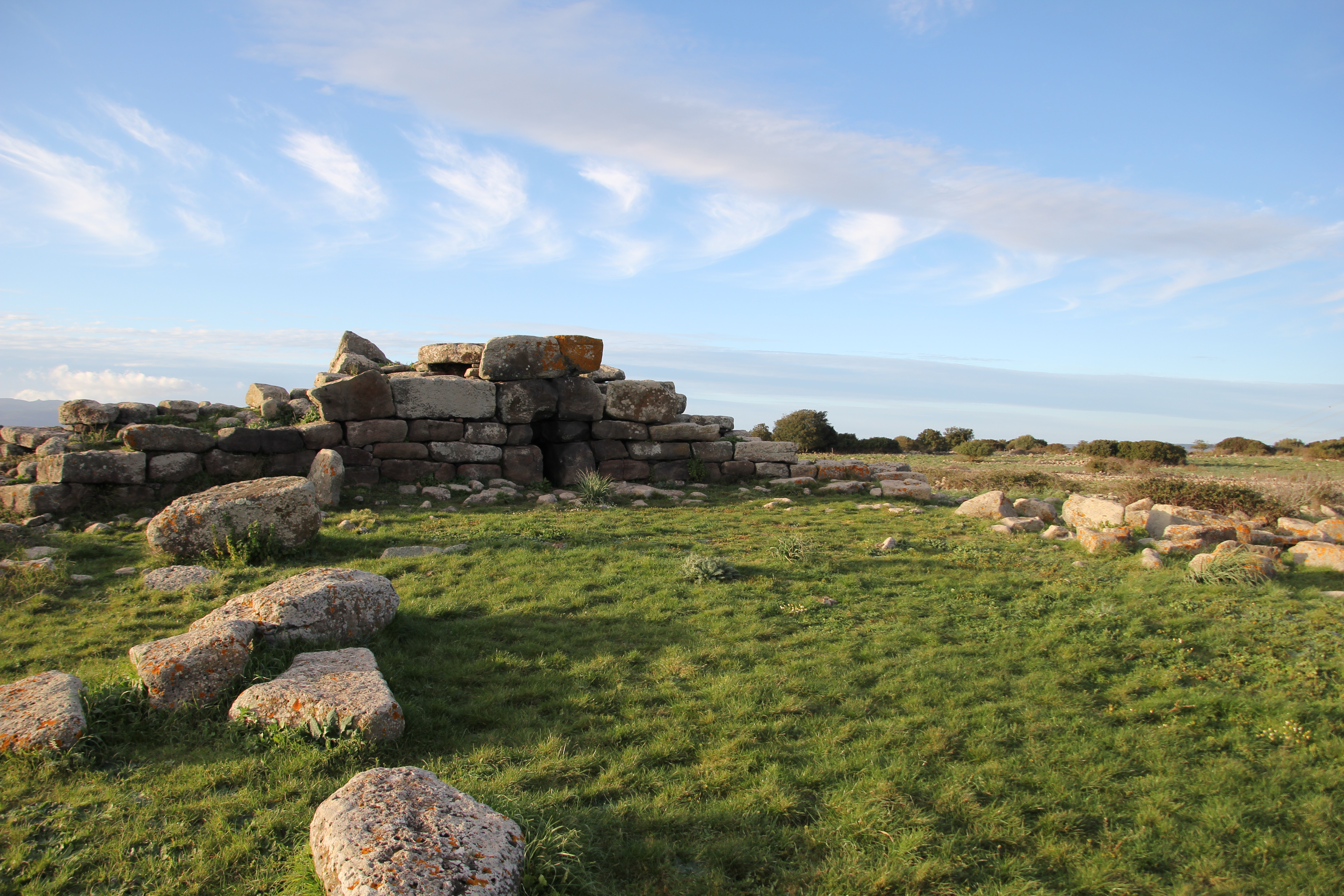
Sa Domu 'e s'Orcu, la tomba di giganti tra le più grandi della Sardegna

Ma è soprattutto del periodo nuragico che l'agro di Siddi conserva le maggiori testimonianze. Infatti, nelle sue campagne oggi si conservano le rovine di diversi villaggi nuragici (Bruncu 'e Forru, Pajo Figu, Arroccas de Codinas), i resti di ben 18 nuraghi (16 di questi si trovano sul pianoro basaltico, gli altri in località denominate Santa Barbara e Pajo Figu), ed anche una tomba dei giganti. Dei nuraghi eretti sopra la giara (tutti posizionati sui bordi a strapiombo), alcuni mostrano una planimetria semplice (es. Molas, su Pardu, sa Gruxi), altri, invece, una pianta assai più complessa (es. Concali, Conca Sa Cresia e l'interessantissimo nuraghe a corridoio sa Fogaia).
Il più importante monumento nuragico siddese rimane tuttavia la maestosa tomba dei giganti sa Domu 'e s'Orcu, uno fra i più straordinari esempi di architettura funeraria nuragica dell'isola per stato di conservazione e monumentalità della costruzione. Edificata anch'essa sull'altopiano (sul versante nord-ovest), risulta della tipologia con struttura “a filari” ed è databile al Bronzo Medio (1500-1300 a.C. circa).
La presenza punica nel territorio di Siddi è invece testimoniata dal rinvenimento di resti insediativi, frammenti ceramici (compreso un frammento di ciotola con scritta illeggibile in caratteri neo-punici rinvenuto presso la tomba di giganti Sa Domu de s'Orcu) e varie monete (8 provengono da un tesoretto ritrovato nelle campagne del paese nel 1946, in località denominata Tradoriu). Al periodo romano sono poi da riferirsi i ritrovamenti di alcune sepolture tardo-Repubblicane e Imperiali (località Is Arroccas de Codinas, Is Orfanas), qualche abitato (località Cuccuru Bingias, Sitzamus e Tradoriu), le restanti monete del tesoretto appena indicato (1 di epoca repubblicana, 45 di epoca imperiale), fini ceramiche da mensa (sia repubblicane che imperiali). Del periodo bizantino è inoltre una fibbia di cintura in bronzo ritrovata in località Is Orfanas, e databile attorno al VII secolo. Essa presenta una decorazione complessa, nella quale si notano motivi a forma di spirale, elementi vegetali, un volatile ed un quadrupede.
Non si hanno notizie certe sulla nascita di Siddi, che comunque ebbe forse origine in Età romana. La sua prima attestazione documentaria ad oggi conosciuta risale al Medioevo, e precisamente agli anni 1346-1350.
Si tratta di documenti provenienti dagli archivi vaticani riguardanti le esazioni delle decime in Sardegna per gli anni 1346-1350 e 1357-1359. In questi documenti l'abitato di Siddi è indicato diverse volte col nome Silli.
Il paese ricompare fra le carte anche nel 1368, quando viene concesso in feudo dal sovrano aragonese Pietro IV il Cerimonioso ad un cittadino di Cagliari, tale Michele Merlot. Il Merlot non riuscirà però mai ad entrarne in possesso, dal momento che durante questo periodo il paese apparterrà sempre al giudicato d'Arborea.
Ancora, Siddi è citato nel famoso documento di pace stipulato il 24 gennaio 1388 tra Eleonora d'Arborea (per il giudicato d'Arborea) e Giovanni I il Cacciatore (per il regno d'Aragona), come uno dei paesi appartenenti al giudicato arborense.
Durante il Medioevo Siddi fece parte del giudicato d'Arborea, inserito all'interno della curatoria denominata di Marmilla. Nel 1409, poco prima della caduta “di fatto” del giudicato arborense (avvenuta nel 1410 con la resa di Oristano ai catalano-aragonesi), i territori della Marmilla (e Siddi con questi) furono trasformati dagli aragonesi in baronia e concessi in feudo (o forse governati da funzionari regi fino al 1419).
Fra il 1409 ed il 1419 la situazione in Marmilla si presentava abbastanza confusa, ed i suoi territori ambiti da diversi contendenti. Infatti, nel luglio del 1409, poco prima di morire, il re d'Aragona Martino il Vecchio concesse la Marmilla in feudo a Garcia de Ferrera (tranne alcuni villaggi – Villamar, Gesturi e Tuili – accordati a Gherardo Dedoni). A questo punto Berengario Carroz, conte di Quirra, aspirando egli pure ad impadronirsi di questi stessi territori (che occupava militarmente dal tempo della battaglia di Sanluri, cioè dal giugno 1409), approfittando della confusione creatasi dopo la morte del re Martino, non volle consegnare la Marmilla ai nuovi feudatari, sfruttando pure il fatto che Garcia de Ferrera morì senza eredi alcuni mesi dopo aver ricevuto la concessione.
A queste circostanze si deve aggiungere l'entrata in scena di Leonardo Cubello, marchese di Oristano, il quale nel 1416 propose alla Corona l'acquisto delle baronie di Marmilla e di Monreale per la somma di 25.000 fiorini. Le parti arrivarono addirittura alla stipula di un contratto che poi, però, non ebbe buon fine.
Trascorsi alcuni anni, nel 1419 l'allora sovrano aragonese, Alfonso V il Magnanimo, concesse nuovamente in feudo le baronie di Marmilla e Monreale (e per un certo periodo anche la signoria di Bosa) a Guglielmo Raimondo de Moncada (o Montecateno), per ripagarlo delle attività svolte a suo favore.
Nei decenni successivi la baronia di Marmilla (unita nel suo destino a quella di Monreale), dopo essere stata confiscata nel 1454 al figlio del defunto Moncada, fu subito venduta all'asta a Simone Royg, il quale, nello stesso 1454, la rivendette a Pietro Besalù, che però nel 1464 non era ancora riuscito a pagare la somma concordata. Per risolvere la questione dovette intervenire il conte di Quirra Giacomo, cognato del Besalù, che indennizzò il Royg.
Successivamente, morto Giacomo nel 1469, Violante Carroz, sua figlia ed erede, fu costretta a sposare il cugino Dalmazio Carroz, figlio del viceré di Sardegna Nicolò, che, divenuto in questo modo conte di Quirra, invase la baronia di Marmilla costringendo il cognato Besalù a fare una transazione (nel 1477), in base alla quale il feudo entrò a far parte della grande contea di Quirra.
La baronia di Marmilla (e conseguentemente anche Siddi) rimase così all'interno della contea di Quirra (che divenne marchesato nel 1603), attraverso vari passaggi, fino al 14 dicembre 1839 quando, come tutti gli altri feudi isolani in quegli anni, anche il marchesato di Quirra fu riscattato dallo Stato sabaudo per la somma di 18.215 lire sarde. Dopo il riscatto Siddi fu inserito dal 1848 nella provincia d'Isili, poi dal 1859 in quella di Cagliari, all'interno del mandamento di Lunamatrona. Il paese rimase comune autonomo fino al 1927, anno in cui fu aggregato al comune di Lunamatrona. Rimasto legato a questo comune per quasi 20 anni, Siddi tornò comune autonomo alla fine del 1945 (D.L.L. 22 dicembre, n. 876).

### Simboli
Lo stemma e il gonfalone del comune di Siddi sono stati concessi con decreto del presidente della Repubblica del 25 ottobre 1999.

## Monumenti e luoghi d'interesse
Per quanto concerne le testimonianze storiche più significative presenti all'interno dell'abitato, esse risalgono al Medioevo, all'Età Moderna ed a quella Contemporanea.

### Architetture religiose

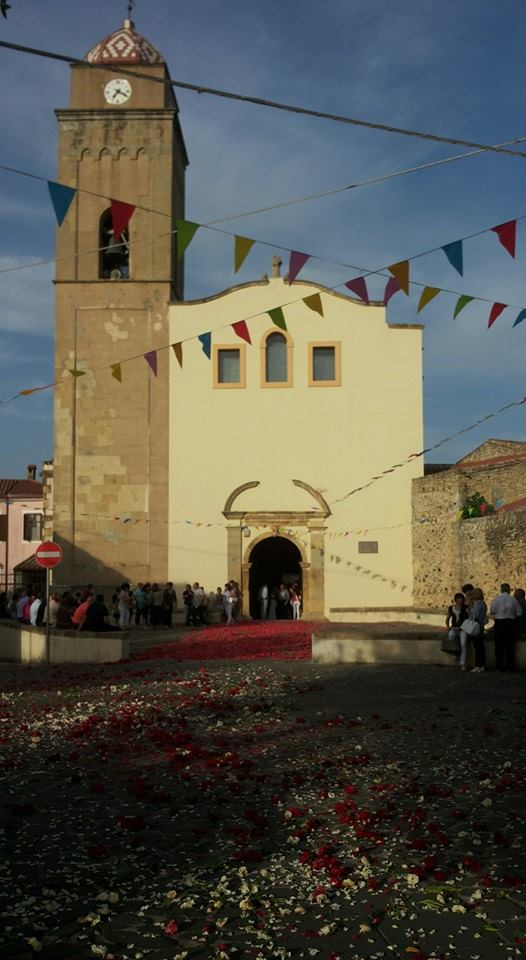
Parrocchia "Visitazione di Maria Vergine"

Di epoca medioevale è la piccola chiesa romanica a due navate dedicata a san Michele Arcangelo. La Chiesa risale al XIII secolo: è il santuario romanico più piccolo dell’Isola, con pianta a due navate e un’unica abside. È situata in piccolo rilievo, in zona Santu Miali alla periferia del paese. È poco distante dalla parrocchiale dedicata alla Visitazione di Maria Vergine. La settecentesca chiesa parrocchiale di Siddi, intitolata alla S.S. Vergine delle Grazie (Sa Gloriosa), è situata al centro del paese, in località denominata un tempo De Cresia. Orientata con facciata Sud-Ovest e preceduta da un piccolo sagrato, essa fu edificata a partire dal 1704 (con i lavori che andarono avanti per oltre un cinquantennio) sopra una chiesa più piccola, costruita forse poco prima del 1600.

### Architetture civili
Al periodo contemporaneo sono da ricondursi i lavori per l'apertura dell'ospedale Managu, rarissimo ed importante esempio di struttura ospedaliera funzionante nella Sardegna rurale della seconda metà dell'Ottocento.

### Luoghi di interesse naturalistico e archeologico

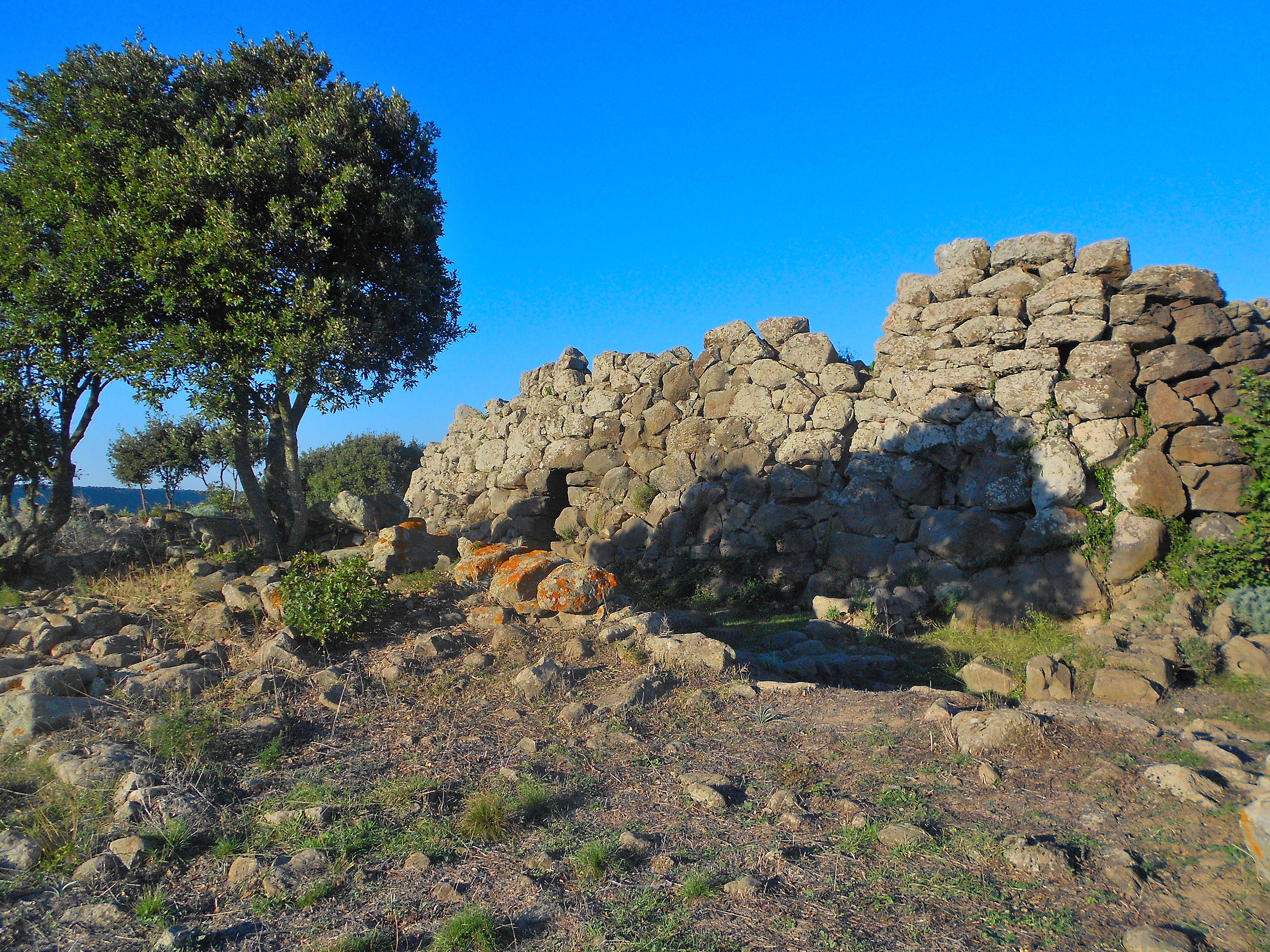
Nuraghe Sa Fogaia

Risalgono all'Età Moderna alcune case padronali a corte (come la seicentesca casa Steri ora museo)
Il parco "Sa Fogaia" è un'area naturalistico-archeologica situata in agro di Siddi, sul versante est di un altopiano basaltico denominato Pranù è Siddi, a circa 330 metri s.l.m., in località Sa Fogaia. Sono presenti nel parco 104 diverse specie di flora appartenenti a 41 famiglie, 63 specie di fauna appartenenti a 32 famiglie. Sentieri e servizi rendono particolarmente fruibile una passeggiata nel parco.
L'area è frequentata fin dal neolitico e presenta testimonianze di insediamenti nuragici, punici, romani. Da ricordare la tomba dei giganti di Sa Domu 'e S'Orcu.

## Società

### Evoluzione demografica
Abitanti censiti

## Cultura

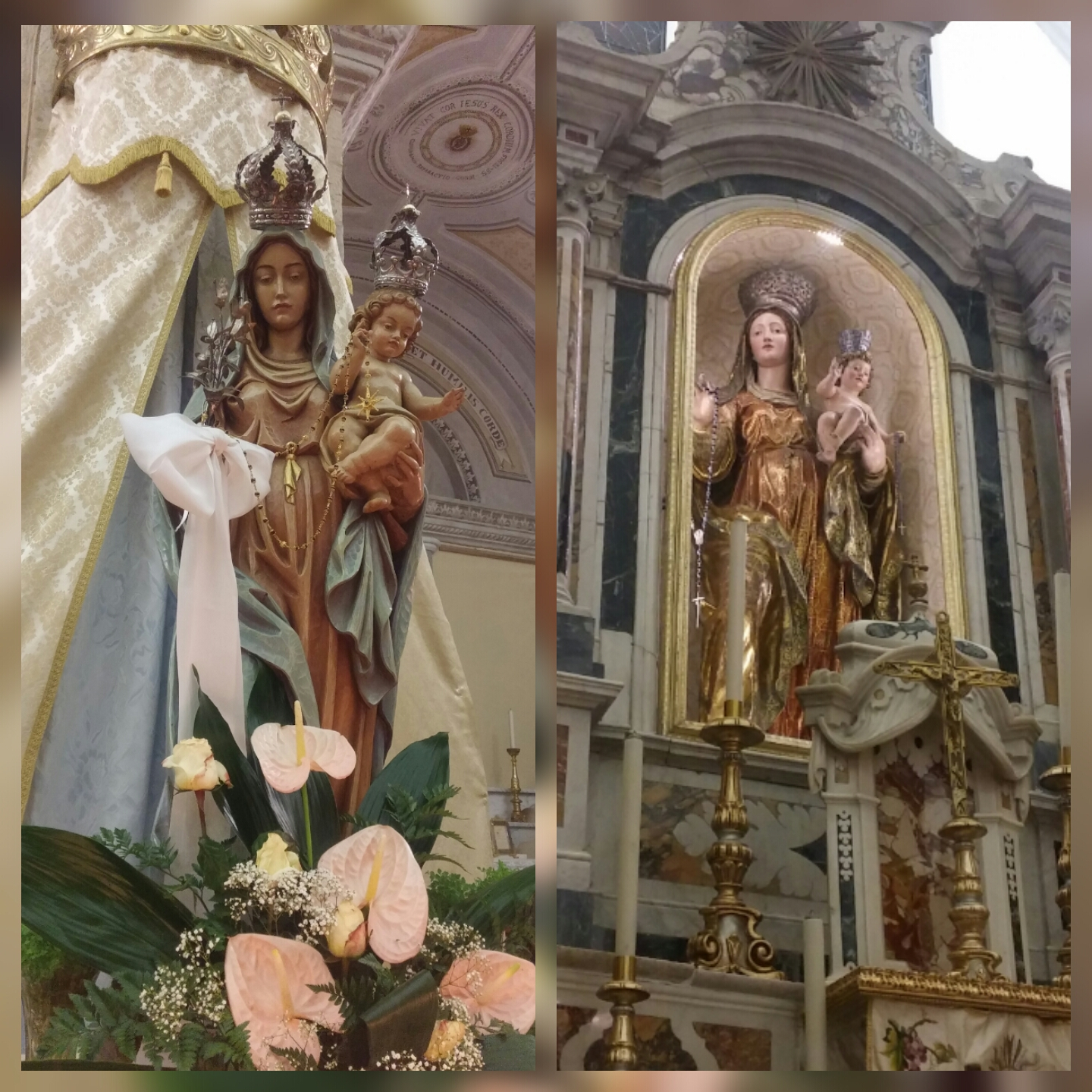
Madonna delle Grazie "Sa Gloriosa"

### Festività principali
- Sant'Antonio da Padova (13 giugno)
- Madonna delle Grazie "Sa Gloriosa" (2 luglio)
- San Michele Arcangelo (29 settembre)

### Musei
- Museo ornitologico della Sardegna. Unico museo ornitologico dell'isola espone in un ampio locale a tre piani la più completa collezione museale di uccelli attualmente presente in Sardegna. L'esposizione si compone di circa 300 esemplari, rappresentati in 21 ordini e 51 famiglie, tutti appartenenti alla fauna stanziale e migratrice che popola i diversi habitat di tutto il territorio regionale.
- Museo delle tradizioni agroalimentari della Sardegna. Ha sede nella Casa Steri, caratteristico complesso campidanese di casa a corte. Costruita a partire dal ‘600 la casa museo documenta consuetudini, saperi, tecniche di produzione, modi di cucinare e consumare il cibo che appartengono alla comunità della Marmilla.

### Eventi
Tra fine luglio e inizio agosto si svolge annualmente a Siddi e nel suo territorio circostante Appetitosamente, Festival regionale del buon cibo, organizzato dall'amministrazione comunale, la cooperativa VillaSilli, la popolazione e con la collaborazione di Slow Food.

## Amministrazione
Il comune dal 1946 in poi è stato amministrato dai seguenti sindaci:
| Periodo    | Periodo    | Primo cittadino   | Partito | Carica  | Note                                                   |
| ---------- | ---------- | ----------------- | ------- | ------- | ------------------------------------------------------ |
| 01/04/1946 | 16/01/1951 | Steri Filippo     |         | Sindaco |                                                        |
| 16/01/1951 | 03/06/1960 | Puddu Francesco   |         | Sindaco | 1º mandato fino al 27/05/1952, 2º mandato da tale data |
| 03/06/1960 | 03/11/1960 | Steri Antonio     |         | Sindaco |                                                        |
| 03/11/1960 | 22/02/1968 | Onnis Salvatore   |         | Sindaco | 1º mandato fino al 22/11/1964, 2º mandato da tale data |
|            | 07/06/1970 | Spano Francesco   |         | Sindaco |                                                        |
| 07/06/1970 | 04/07/1971 | Pitzianti Gesuino |         | Sindaco |                                                        |
| 20/09/1971 | 15/06/1975 | Puddu Manfredi    |         | Sindaco |                                                        |
| 15/06/1975 | 08/06/1980 | Cau Marco         |         | Sindaco |                                                        |
| 08/06/1980 | 12/05/1985 | Blanco Antonio    |         | Sindaco |                                                        |
|            | 06/05/1990 | Murtas Umberto    |         | Sindaco |                                                        |
|            | 23/04/1995 | Spano Francesco   |         | Sindaco |                                                        |
|            | 16/04/2000 | Murtas Umberto    |         | Sindaco |                                                        |
| 16/04/2000 | 31/05/2010 | Pisanu Marco      |         | Sindaco | 1º mandato fino al 09/05/2005, 2º mandato da tale data |
| 31/05/2010 | 25/10/2020 | Puddu Stefano     |         | Sindaco |                                                        |
| 26/10/2020 | In carica  | Marco Pisanu      |         | Sindaco |                                                        |

### Gemellaggi
- Gorafe